# Mary Imelda Gauthier
Mary Imelda Gauthier (†Summit, 1964) fue una religiosa católica francesa, una de las fundadoras de la Congregación de Monjas Dominicas de Clausura del Rosario Perpetuo.

## Biografía
Mary Imelda Gauthier nació en Francia en el seno de una familia católica. Ingresó a la Orden de las Dominicas del Santísimo Rosario donde tomó el nombre de María Imelda de Jesús (Marie Imelda de Jèsus). Junto a Damien-Marie Saintourens y a Rose Wehrlé fundó la Congregación de Monjas Dominicas de Clausura del Rosario Perpetuo el 20 de mayo de 1880. En 1919 dirigió un grupo de quince hermanas para fundar el monasterio de Nuestra Señora del Rosario en Summit. La obra que llevó a cabo en dicho monasterio fue de gran magnitud, a tal grado que tuvieron que ampliar la iglesia del monasterio, por la afluencia de peregrinos, que pronto se convirtió en santuario dedicado al rezo del rosario perpetuo. Murió en ese monasterio en 1964.